# Pierre-Charles Le Mettay
Pierre-Charles Le Mettay, baptisé à l’église Saint-Étienne de Fécamp le 19 juillet 1726 et mort à Paris le 29 mars 1759, est un peintre d’histoire et un dessinateur français.

## Biographie
Fils de l’orfèvre Pierre Le Mettay et de Marianne Marcotte, il perd sa mère cinq jours après son baptême. Monté à Paris, il entra chez l’ingénieur de Sercus, mais le quitta bientôt lorsqu’il se rendit compte que les études de dessin auxquelles il fallait se livrer dans le cabinet de l’ingénieur ne ressemblaient en rien à celles après lesquelles il aspirait. Il réussit, âgé d’à peine seize ans, à se faire admettre dans l’atelier du peintre François Boucher qui jouissait alors de la faveur du public et de la Cour.
Sous la direction du premier peintre de la marquise de Pompadour, Le Mettay fit de rapides progrès qui, en cinq années, lui permirent en état de concourir pour les grands prix que décernait l’Académie royale de peinture et de sculpture et remporta un premier prix de Rome en peinture le 6 avril 1748,.
Arrivé à Rome le 2 juillet 1749, Le Mettay se contenta d’exploiter sa facilité naturelle de peindre qu’il possédait et n’utilisa pas son séjour à l’Académie de Rome comme il eût dû le faire. Au lieu de suivre les conseils du directeur De Troy, de s’inspirer des grands maitres et de travailler d’après l’antique, préférant exécuter des travaux assez importants en dehors de l’école et brosser des grands tableaux religieux pour les églises, probablement par besoin de compléter l’insuffisance des ressources que lui procurait son titre de pensionnaire. Le nouveau directeur Natoire, qui avait signalé que son dessin était faible inscrivit néanmoins ce dernier sur une liste de quatre élèves qu’il choisit pour exécuter des tableaux demandés par la Direction Générale pour Naples. Il appuya également sa demande de prolonger son séjour à l’Académie aux frais du roi. Toutefois, le marquis de Marigny argua de la lacune dans le talent de Le Mettay signalée par Natoire dans ses rapports adressés à Paris pour refuser cette demande. Il obtint néanmoins, après plusieurs sollicitations, la permission qui était faite aux étudiants quittant l’Académie de Rome, de visiter les villes d’Italie avec une bourse de 200 livres. Il partit pour Naples en septembre 1753 et remonta assez rapidement vers le nord. Son gout l’entrainant vers la peinture des scènes maritimes, dans ses excursions à Naples, à Bologne et dans les principaux ports italiens de l’Adriatique, il ne s’épargna pas, exécutant une masse d’esquisses et de dessins, lesquels lui servirent plus tard pour faire des vues fort exactes animées par des groupes de matelots dans le genre de Vernet. Il resta également assez longtemps à Turin pour être présenté à la Cour du Piémont, où les commandes lui arrivèrent en quantité suffisamment respectable. Il y fit un séjour assez long, soit d’environ 3 ans, et ne rentra à Paris que vers la fin de 1756.
Avec l’aide de son maitre Boucher, il remit au net les Vues de Grèce que l’architecte Le Roy avait prises dans son voyage, et que c’est sur ses dessins que Le Bas grava les planches qui parurent en deux volumes in-folio. S’étant présenté comme candidat à l’Académie royale de peinture et de sculpture, dont le Directeur était alors le peintre-dessinateur et graveur de Silvestre, il fut agréé dans la séance du 30 juillet 1757. Cette qualité lui donnant droit de prendre le titre de peintre du roi et de prendre part en cette qualité à l’Exposition de Peinture, il exposa, au Salon de cette année, un tableau représentant Bacchus naissant remis entre les mains des Nymphes, qui lui valut les éloges suivants du Mercure de France : « La composition de ce tableau est gracieuse, les figures en sont charmantes, le paysage est très beau ». Ce succès lui ayant permis de se faire recevoir académicien, il présenta, le 3 mars 1759, l’esquisse de son morceau de réception à l’Académie, qui l’accepta. Vingt-six jours après, il succombait, âgé seulement de à 32 ans. Sa santé faible et délicate n’avait pu résister aux fatigues de ses études et de ses voyages.
Pour un peintre mort avant d’avoir accompli sa trente-troisième année, Le Mettay a beaucoup produit, mais les toiles qu’il a laissées sont fort peu connues. Il dut travailler beaucoup en Italie et à Paris puisque le marquis de Marigny lui reprochait d’avoir fait des tableaux pour les églises au lieu de s’occuper sérieusement de ses études à l’Académie de Rome. Si on ajoute à cela les commandes exécutées à Turin et les tableaux faits et vendus à Paris, il a accompli un labeur énorme. L’absence d’empâtement sur ses toiles ayant incité les graveurs à les interpréter au burin, Pierre Viel reproduisit sa Diane au bain. Le Satyre amoureux a été gravé par Le Vasseur. Le Bâcha en promenade fut interprété sous la direction de Lempereur et la Vue du golfe de Naples fut gravée par Adrian Zingg (de). Son compatriote Le Veau voulut aussi lui rendre hommage et c’est de lui qu’est signée la planche intitulée les Bergers romains. Wille estimait tellement le talent de Le Mettay que, trois ans après la mort de celui-ci, il fit graver à ses frais, quatre tableaux de Le Mettay, lesquels terminèrent chez un banquier du nom de Girout. Les nombreux dessins exécutés par Le Mettay, et qui furent vendus après sa mort, ont été recherchés par les amateurs.
Pour ses toiles, le musée de Fécamp possède deux Marines de lui léguée par une dame Besson, née Clouet, arrière-petite nièce de Le Mettay, qui était orfèvre à Fécamp. La première toile, qui mesure 1,15 m de large sur 70 cm de hauteur, représente un Calme, comme on disait alors. La seconde qui lui fait pendant, bien que les dimensions ne soient pas exactement les mêmes, mesure 1 mètre de largeur sur 80 cm de hauteur. Les personnages, de cette scène de naufrage, sont assez nombreux au premier plan. L’effet se concentre sur le corps d’un noyé que l’on trouve sur un rocher et qu’on recueille pour lui porter secours. Outre les deux tableaux que l’on voit aujourd’hui au musée, Le Mettay avait également offert à son parent un autre tableau représentant Mars demandant des armes à Vulcain. On y voit ce dernier occupé avec ses cyclopes à forger des armes, tandis que, dans le fond du tableau, Vénus effrayée descend
de son char pour venir retrouver son amant.
Une grande partie des dessins exécutés par Le Mettay fit en Italie furent vendus après sa mort par sa famille à un nommé Ribard père, dont le cabinet fut partagé après sa mort entre ses enfants et tellement dispersé qu’il serait impossible de le reconstituer. Ribard avait, toutefois, distrait de cette collection les beaux dessins de Le Mettay pour les donner à Jean-Baptiste Descamps, le fondateur de l’École de dessin de Rouen.

## Œuvres
- Nymphe courtisée par un dieu de la rivière, vers 1746, musée d’art et d’histoire, Genève, exposition 2007-2008.« Patrimoine en danger - De Véronèse à Picasso (p. 3) » [PDF], sur www.ville-ge.ch
- La Tempête, collection du musée de Fécamp.« Musée de Fécamp. Catalogue des peintures », sur www.latribunedelart.com
- Paysage : à gauche une maison rustique (attribué), Musée du Louvre.Notice no 50350208811, sur la plateforme ouverte du patrimoine, base Joconde, ministère français de la Culture
- Berger à cheval conduisant un troupeau, Musée du Louvre.Notice no 50350208809, sur la plateforme ouverte du patrimoine, base Joconde, ministère français de la Culture
- Elévation de la Croix, Musée du Louvre.Notice no 50350037962, sur la plateforme ouverte du patrimoine, base Joconde, ministère français de la Culture
- Pastorale, Musée du Louvre.Notice no 50350208808, sur la plateforme ouverte du patrimoine, base Joconde, ministère français de la Culture Notice no 30036, base Atlas, musée du Louvre
- Paysage aux rochers, Musée des Arts et de l’Enfance à Fécamp.Notice no 07160000097, sur la plateforme ouverte du patrimoine, base Joconde, ministère français de la Culture
- Paysage à la cascade, Musée des Arts et de l’Enfance à Fécamp.Notice no 07160000096, sur la plateforme ouverte du patrimoine, base Joconde, ministère français de la Culture
- Vue de ruines antiques, Musée du Louvre.Notice no 50350208810, sur la plateforme ouverte du patrimoine, base Joconde, ministère français de la Culture
- Esquisse du rideau de scène de la salle des spectacles de Lyon, huile sur toile (1756).Réalisée à la demande de l'architecte lyonnais Jean-Antoine Morand. Collection privée.
- Figures bacchiques dans un paysage classique, collection particulière.Ancienne collection du sénateur Viellard, château du Molay-Littry, Normandie. Vente Christie’s New-York, 27 janvier 2010, no 221.